# Dolichomitus nigritarsis
Dolichomitus nigritarsis là một loài tò vò trong họ Ichneumonidae.